# The Taxi Sessions
The Taxi Sessions – czwarty album studyjny Michaela Rose’a, jamajskiego wykonawcy muzyki reggae.
Album został wydany w roku 1995 w limitowanej edycji 500 płyt winylowych przez należący do Lowella "Sly" Dunbara i Robbiego Shakespeare’a label Taxi Records. Oni też zajęli się produkcją krążka. Nagrania zostały zarejestrowane w studiu The Mixing Lab w Kingston. W roku 1999 nakładem francuskiej wytwórni Tabou 1 Records ukazała się reedycja albumu na CD pod zmienioną nazwą X-Uhuru.

## Lista utworów

### Strona A
1. "Marcus Garvey"
2. "One A We Two A We"
3. "Coke Is A Joke"
4. "Home Sweet Home"
5. "Visit Them"
6. "Car War"

### Strona B
1. "New York"
2. "Bad Boy"
3. "Beggar"
4. "African Girl"
5. "Yush"
6. "Monkey Business"

## Muzycy
- Lloyd "Gitsy" Willis - gitara
- Robbie Shakespeare - gitara basowa
- Sly Dunbar - perkusja
- Dean Fraser - saksofon
- Ray Lema - instrumenty klawiszowe
- Robert Lynn - instrumenty klawiszowe